# مسرح الناس
مسرح الناس فرقة مسرحية مغربية أسسها الطيب الصديقي في عام 1970. ومنذ وفاته في فبراير 2016، تدار الفرقة من قبل مؤسسة الطيب الصديقي (المغرب).

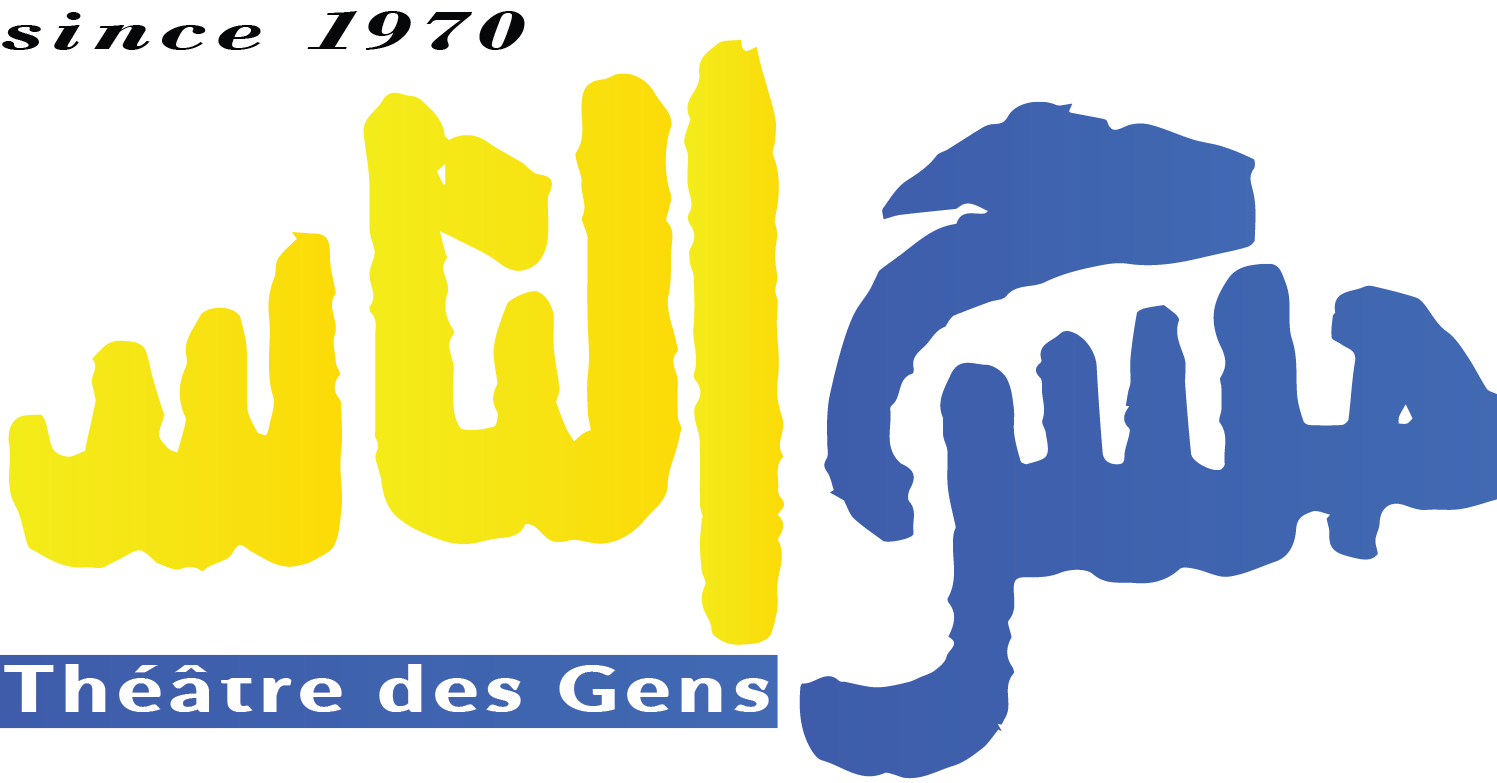
شعار الفرقة

## حقبة ما قبل مسرح الناس، الطيب الصديقي مؤسس ومدير فرق مسرحية

### 1957-1956
- الوارث
  - تأليف: Jean-François Regnard
  - اقتباس: أحمد الطيب العلج والطيب الصديقي
  - إخراج: الطيب الصديقي
  - اللغة: الدارجة المغربية
- الفيلسوف
  - تأليف: موليير
  - اقتباس وإخراج: أحمد الطيب العلج والطيب الصديقي
  - اللغة: الدارجة المغربية
- Le médecin volant
  - تأليف: موليير
  - اقتباس وإخراج: أحمد الطيب العلج والطيب الصديقي
  - اللغة: الدارجة المغربية

### 1958-1957
- المفتش
  - تأليف: Le Révizor de Nicolaï Gogol
  - اقتباس وإخراج: الطيب الصديقي
  - اللغة: الدارجة المغربية
- بين يوم وليلة
  - تأليف: توفيق الحكيم
  - ترجمة: مسرح متعدد الألوان، إد. أمريكا اللاتينية، 1954
  - إخراج: الطيب الصديقي
  - اللغة: الفرنسية

### 1959-1958
- الجنس اللطيف
  - تأليف: Aristophane
  - اقتباس وإخراج: الطيب الصديقي
  - اللغة: الدارجة المغربية

### 1960-1959
- La peur des coups
  - تأليف:Georges Courteline
  - اقتباس وإخراج: الطيب الصديقي
  - اللغة: الدارجة المغربية
- فولبون
  - تأليف:Ben Johnson
  - اقتباس وإخراج: الطيب الصديقي
  - اللغة: الدارجة المغربية

### 1961-1960
- قصة الحسناء
  - تأليف: جان كارول (السيدة جوديفا)
  - اقتباس وإخراج: الطيب الصديقي
  - اللغة: الدارجة المغربية
- سفر تشون لي
  - تأليف: Sacha Guitry
  - اقتباس وإخراج: الطيب الصديقي
  - اللغة: الدارجة المغربية
- مولاة الفندق
  - تأليف: Carlo Goldoni
  - اقتباس: الطيب الصديقي
  - إخراج: عبد الصمد دنيا
  - اللغة: الدارجة المغربية
- محجوبة
  - تأليف: موليير
  - اقتباس وإخراج: الطيب الصديقي
  - اللغة: الدارجة المغربية

### 1962-1961
- في انتظار مبروك
  - تأليف: Samuel Beckket
  - اقتباس وإخراج: الطيب الصديقي
  - اللغة: الدارجة المغربية
- الفصل الاخير
  - تأليف: عزيز الصغروشني
  - إخراج: الطيب الصديقي
  - اللغة: العربية

### 1963-1962
- المصادفة
  - تأليف: Pierre de Marivaux
  - اقتباس وإخراج: الطيب الصديقي
  - اللغة: الدارجة المغربية

### 1964-1963
- حميد وحماد
  - تأليف: عبد الله شقرون
  - اقتباس: الطيب الصديقي
  - إخراج: عبد الصمد دنيا
  - اللغة: الدارجة المغربية
- معركة وادي المخازين
  - تأليف وإخراج: الطيب الصديقي
  - ملحمة

### 1965-1964
- مومو بوخرصة
  - تأليف: Eugène Ionesco
  - اقتباس وإخراج: الطيب الصديقي
  - اللغة: الدارجة المغربية

### 1966-1965
- سلطان الطلبة
  - تأليف: عبد الصمد الكنفاوي
  - إخراج: الطيب الصديقي
  - اللغة: الدارجة المغربية
- سيدي ياسين في الطريق
  - تأليف وإخراج: الطيب الصديقي
  - اللغة: الدارجة المغربية
- المغرب واحد
  - تأليف: سعيد الصديقي والطيب الصديقي
  - إخراج: الطيب الصديقي
  - ملحمة

### 1967-1966
- مدينة النحاس
  - تأليف: سعيد الصديقي
  - إخراج: الطيب الصديقي
  - اللغة: الدارجة المغربية
- رجل في المصيدة
  - تأليف: Robert Thomas
  - اقتباس وإخراج: الطيب الصديقي
  - اللغة: الدارجة المغربية

### 1968-1967
- ديوان سيدي عبد الرحمن المجذوب
  - تأليف وإخراج: الطيب الصديقي
  - اللغة: الدارجة المغربية

### 1969-1968
- مولاي إسماعيل
  - تأليف: سعيد الصديقي والطيب الصديقي
  - إخراج: الطيب الصديقي
  - ملحمة

## حقبة مسرح الناس

### 1970-1969
- النقشة
  - تأليف: Nicolaï Gogol
  - تأليف وإخراج: الطيب الصديقي
  - اللغة: الدارجة المغربية
- الأكباش تتمرن
  - تأليف: أحمد الطيب العلج والطيب الصديقي
  - إخراج: الطيب الصديقي
  - اللغة: الدارجة المغربية
- الرأس والشعكوكة
  - تأليف: سعيد الصديقي
  - إخراج: الطيب الصديقي
  - اللغة: الدارجة المغربية

### 1971-1970
- قدور نور وغندور
  - تأليف: فرناندو أرابال
  - اقتباس: الطيب الصديقي
  - إخراج: حميد الزوغي
  - اللغة: الدارجة المغربية
- على بلدي المحبوب
  - تأليف: علي الحداني والطيب الصديقي
  - إخراج: الطيب الصديقي
  - ملحمة
- الحراز
  - تأليف: عبد السلام الشرايبي
  - إعادة كتابة وإخراج: الطيب الصديقي
  - اللغة: الدارجة المغربية

### 1972-1971
- معركة الزلاقة
  - تأليف وإخراج: الطيب الصديقي
  - ملحمة
- مقامات بديع الزمان الهمداني
  - تأليف وإخراج: الطيب الصديقي
  - اللغة: الدارجة المغربية والعربية الفصحى

### 1973-1972
- النور والديجور
  - تأليف: عبد السلام الشاربي والطيب الصديقي
  - إخراج: الطيب الصديقي
  - اللغة: الدارجة المغربية
- كان يا ما كان مغرب 73
  - تأليف: سعيد الصديقي
  - إخراج: الطيب الصديقي
  - اللغة: الدارجة المغربية

### 1974-1973
- السفود
  - تأليف وإخراج: الطيب الصديقي
  - اللغة: الدارجة المغربية
- القوق في الصندوق
  - تأليف: Eduardo Scarpetta
  - إخراج: الطيب الصديقي
  - اللغة: الدارجة المغربية
- مولاي إدريس
  - تأليف: عبد السلام البقالي
  - إخراج: الطيب الصديقي
  - ملحمة

### 1975-1974
- خرافة المسكين
  - تأليف وإخراج: الطيب الصديقي
  - اللغة: الدارجة المغربية
- شاعر الحمراء
  - إخراج: الطيب الصديقي
  - ملحمة
- المسيرة الخضراء
  - إخراج: الطيب الصديقي
  - ملحمة

### 1976-1975
- الغفران
  - تأليف: عز الدين المدني، من كتاب أبو العلاء المعري
  - إخراج: الطيب الصديقي
  - اللغة: العربية

### 1977-1976
- بوكتف
  - تأليف: عبد الصمد كنفاوي
  - إخراج: الطيب الصديقي
  - اللغة: الدارجة المغربية

### 1980-1979
- دارنا
  - تأليف: الطيب الصديقي
  - اللغة: الدارجة المغربية / الفرنسية

### 1981-1980
- إيقاظ السريرة في تاريخ الصويرة
  - تأليف: محمد بن سعيد الصديقي
  - اقتباس وإخراج: الطيب الصديقي
  - اللغة: الدارجة المغربية
- البيعة
  - تأليف وإخراج: الطيب الصديقي
  - ملحمة

### 1983-1982
- الزوايا الصوفية
  - تأليف وإخراج: الطيب الصديقي
  - قصائد ونصوص
  - اللغة: الدارجة المغربية

### 1984-1983
- كتاب الإمتاع والمؤانسة (أبو حيان التوحيدي)
  - تأليف: الطيب الصديقي
  - إخراج: الطيب الصديقي
  - اللغة: العربية / الدارجة المغربية / الفرنسية

### 1985-1984
- الف حكاية وحكاية في سوق عكاظ
  - تأليف: وحيد سيف
  - السيناريو: الطيب الصديقي ونضال أشقر
  - إخراج: الطيب الصديقي
  - اللغة: العربية

### 1986-1985
- مسيرتنا
  - إخراج: الطيب الصديقي
  - ملحمة
- نحن
  - إخراج: الطيب الصديقي
  - ملحمة

### 1990-1989
- أصوات وأضواء
  - تأليف: سعيد الصديقي ومحمد قوتي
  - إخراج: الطيب الصديقي
  - ملحمة

### 1991-1990
- الشامات السبع
  - تأليف وإخراج: الطيب الصديقي
  - اللغة: الفرنسية
- Les folies berbères
  - تأليف: الطيب الصديقي
  - مرحلة إخراج: عبد القادر علولة
  - اللغة: الفرنسية / الدارجة المغربية

### 1992-1991
- خلقنا لنتفاهم
  - تأليف وإخراج: الطيب الصديقي
  - اللغة: الفرنسية

### 1994-1993
- موليير، أو حبا في الإنسانية
  - تأليف وإخراج: الطيب الصديقي
  - اللغة: الفرنسية

### 1997-1996
- الفيل والسراويل
  - تأليف وإخراج: الطيب الصديقي
  - مسرح البساط

### 1998-1997
- جنان الشيبة
  - تأليف وإخراج: الطيب الصديقي
  - مسرح البساط
- ولو كانت فولة
  - تأليف وإخراج: الطيب الصديقي
  - مسرح البساط

### 1999-1998
- قفطان الحب المرسع بالهوى
  - تأليف وإخراج: الطيب الصديقي
  - مسرح البساط

### 2000-1999
- السحور عند المسلمين، اليهود والنصارى
  - تأليف وإخراج: الطيب الصديقي
  - مسرح البساط

### 2001-2000
- تيو تيو
  - تأليف وإخراج: الطيب الصديقي
  - اللغة: الدارجة المغربية
  - مسرح الأطفال

### 2002-2001
- المسرح المهدوم
  - تأليف: الطيب الصديقي
  - إخراج: الطيب الصديقي
  - اللغة: الدارجة المغربية

### 2004-2003
- عزيزي
  - تأليف وإخراج: الطيب الصديقي من قصائد لسعيد الصديقي
  - اللغة: الدارجة المغربية والفرنسية
- الكرة السحرية
  - تأليف وإخراج: الطيب الصديقي
  - اللغة: الدارجة المغربية والاسبانية
  - مسرح الأطفال

### 2006-2005
- الكراسي
  - تأليف: Eugène Ionesco
  - اقتباس وإخراج: الطيب الصديقي
  - اللغة: الدارجة المغربية

### 2011-2010
- بوحدي، وانا مالي
  - تأليف: الطيب الصديقي
  - اللغة: الدارجة المغربية / الفرنسية

### 2017-2016
- فرجات مسرحية
  - كشكول مسرحي لبساطات الطيب الصديقي
  - اللغة: الدارجة المغربية
  - إنتاج: مؤسسة الطيب الصديقي
- العشاء الأخير - Le dîner de gala
  - تأليف: الطيب الصديقي
  - اللغة: الفرنسية
  - إنتاج: مؤسسة الطيب الصديقي وشركة سيكلوراما
  - جولة بالمغرب وتونس - أيام قرطاج المسرحية - الدورة 18 (2016)

### 2019-2018
- سيدي عبد الرحمن المجذوب[2]
  - تأليف: الطيب الصديقي
  - اللغة: الدارجة المغربية
  - إنتاج مؤسسة الطيب الصديقي
  - جولة بالمغرب، فرنسا، ايطاليا ودولة الإمارات العربية المتحدة